# ريتشارد تاكر (ممثل)
ريتشارد تاكر (بالإنجليزية: Richard Tucker)‏ هو موسيقي ومغني ومغني أوبرا وممثل أمريكي، ولد في 28 أغسطس 1913 في الولايات المتحدة، وتوفي بنفس المكان في 8 يناير 1975 بسبب نوبة قلبية.

## أعمال

### أفلام
- (1927) مغني الجاز[9][10]
- (1932) حزم مشاكلك
- (1937) تمنى أمنية

## وصلات خارجية
- ريتشارد تاكر على موقع IMDb (الإنجليزية)
- ريتشارد تاكر على موقع الموسوعة البريطانية (الإنجليزية)
- ريتشارد تاكر على موقع ميوزك برينز (الإنجليزية)
- ريتشارد تاكر على موقع إن إن دي بي (الإنجليزية)
- ريتشارد تاكر على موقع أول ميوزيك (الإنجليزية)
- ريتشارد تاكر على موقع ديسكوغز (الإنجليزية)
- ريتشارد تاكر على موقع قاعدة بيانات الفيلم (الإنجليزية)